# Brachymeria euploeae
Brachymeria euploeae is een vliesvleugelig insect uit de familie bronswespen (Chalcididae). De wetenschappelijke naam is voor het eerst geldig gepubliceerd in 1837 door Westwood.